# Nan Quan Mama
I Nan Quan Mama (cinese tradizionale: 南拳媽媽; cinese semplificato: 南拳妈妈; pinyin: Nán Quán Māmā) sono un gruppo musicale taiwanese. Il nome si traduce letteralmente in inglese come "south fist mother" ("madre del pugno del sud"), frase che in cinese vuol dire avere una grande forza essendo contemporaneamente gentili come una mamma. Il gruppo ha stretti rapporti col popolare artista Jay Chou.
I membri sono Lara Veronin (voce), Devon (batterista, DJ, rapper), Yuhao (pianista, rapper) e Chase (Zhang Jie) (chitarrista, cantante). Tutti i membri contribuiscono alla composizione delle canzoni, ed inoltre nella maggior parte delle canzone cantano insieme. Tuttavia, alcune delle loro canzoni possono essere composte e cantate da un solo membro del gruppo, come dimostrato da "Crystal Dragonfly" (水晶蜻蜓), composta e cantata interamente da Lara. Dal giugno del 2006, il gruppo è portavoce ufficiale della Motorola a Taiwan.

## Formazione

### Formazione attuale
- Lara
- Devon
- Yuhao
- Chase (Zhang Jie)

### Ex componenti
- G-Power
- Gary Yang

## Discografia
| Album | Titolo                                | Data di pubblicazione |
| 1°    | 南拳媽媽的夏天 Nan Quan Mama's Summer | 14 maggio 2004        |
| 2°    | 2號餐 Meal No.2                       | 17 agosto 2005        |
| 3°    | 調色盤 Color Palette!                 | 26 maggio 2006        |
| 4°    | 藏寶圖 Treasure Map                   | 20 luglio 2007        |
| 5°    | 优の良曲南搞小孩 Difficult Kids       | 25 luglio 2008        |
| ----- | ------------------------------------- | --------------------- |